# Geisenhof (Miltenberg)
Geisenhof ist ein Gemeindeteil der Kreisstadt Miltenberg im unterfränkischen Landkreis Miltenberg in Bayern.

## Geographie
Die Einöde liegt auf einer Waldlichtung, gut 6 km südöstlich von Miltenberg, im Süden des Gemeindegebietes auf der Gemarkung Schippach. Hindurch führt die Staatsstraße 2309 von Miltenberg nach Gottersdorf (dort als L 518). Westlich von Geisenhof befindet sich Reichartshausen, östlich liegt Windischbuchen.
Bis zur Gemeindegebietsreform ein Gemeindeteil der ehemaligen Gemeinde Schippach, wurde Geisenhof am 1. Januar 1976 nach Miltenberg eingemeindet.